# Casa de Oblitas

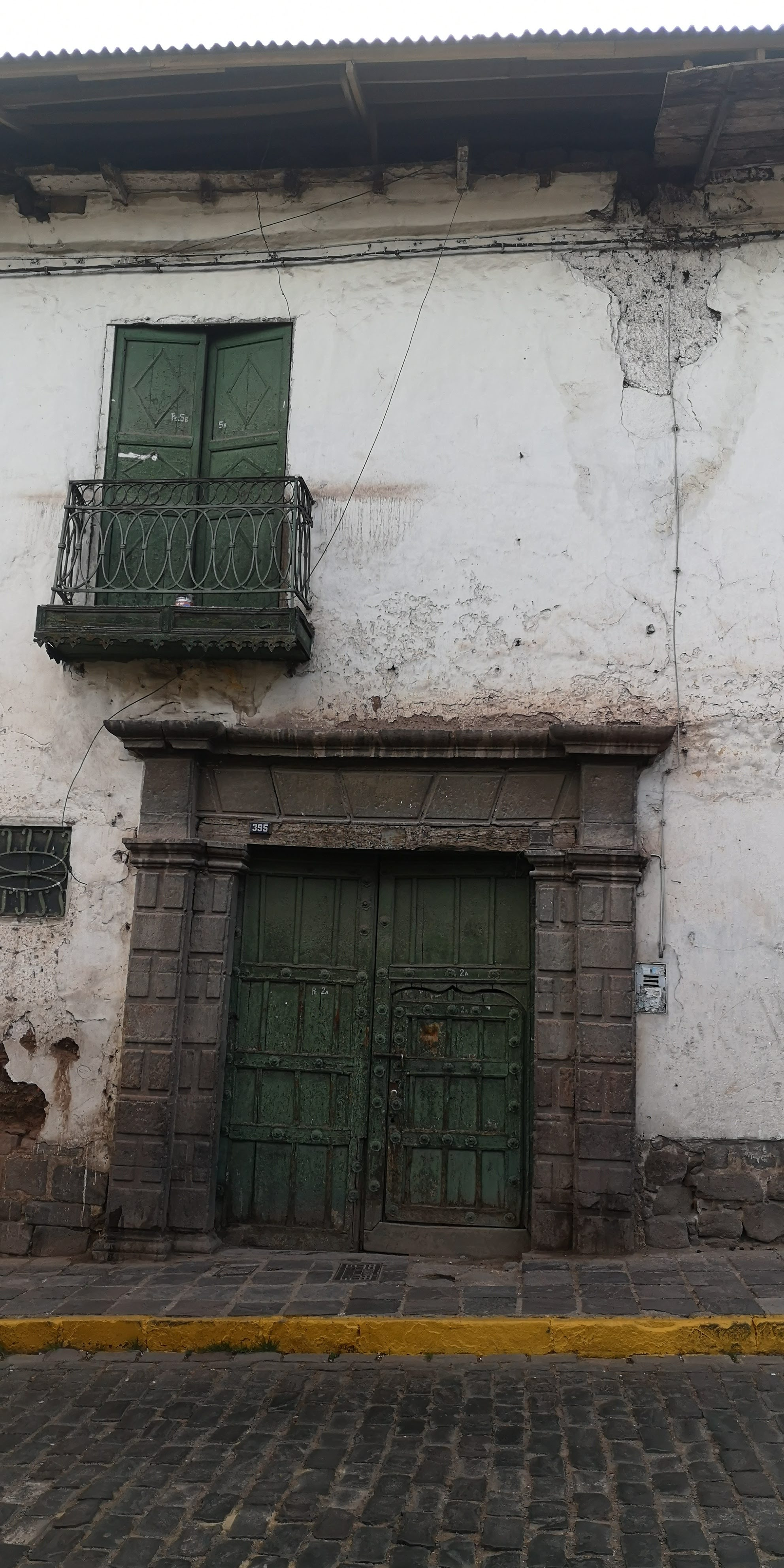
Portada de la casona

La Casa de Oblitas o Casa de Sierra es una casona colonial ubicada en la esquina de las calles Arones y Nueva Alta en el centro histórico del Cusco, Perú.
Desde 1972 el inmueble forma parte de la Zona Monumental del Cusco declarada como Monumento Histórico del Perú. Asimismo, en 1983 al ser parte del casco histórico de la ciudad del Cusco, forma parte de la zona central declarada por la UNESCO como Patrimonio Cultural de la Humanidad.

## Historia
En un plano del Cusco de 1641, el más antiguo en existencia, ya hay evidencia de esta edificación señalando que en 1651 el cabildo de aguas la vendió a Pedro Carrasco. Entre los años de 1682 – 1773 la casa perteneció a Cipriano de Oblitas quien fuera su más importante propietario. En 1780 un documento de tasación de la caja de Censos describe la distribución espacial al interior de la casa que constaba de 2 patios, viviendas altas y bajas, un pesebre y 3 tiendas a la calle Arones. En 1794 paso a propiedad de Antonio Alzamora y de la Fuente, hijo legítimo de Esteban de Alzamora. Hacia 1795 la propiedad pasa a Melchor Gómez y Antonia de Alzamora, hija de Antonio de Alzamora, por testamento del 7 de noviembre de 1795. En 1796 ambos propietarios arriendan la casa a Juan Corbacho con un documento que dice: 

"La casa localizada en la espalda y esquina de San Juan de Dios, conocida vulgarmente por la de Sierra”

En 1798 Melchor Gómez de Bustamante vende la casa a Mateo Aguinaga quien la pierde en 1820 por incumplimiento de pago, pasando en 1821 a Gaspar Castillo. Entre 1822 y 1823 la casa pasa a propiedad de Benigno Peralta. Posteriormente la casa pasa a poder de Don Casimiro del Castillo y luego de Isabel Alcázar, viuda de Don Silvestre Cáceres quienes lo adquirieron de los hijos herederos de Del Castillo. Esta casa también reconoce dos imposiciones censíticas, uno a favor de la Beneficencia Pública por el principal censítico de ochocientos soles y un interés del tres por ciento anual; otro a favor del Monasterio de Santa Clara por el capital de dos mil
ochocientos soles y el interés de ochenta y cuatro soles anuales.
El 15 de febrero de Doña Martina Zoraida Cáceres hija de Doña Isabel Alcázar compra las acciones de esta casa de Don Manuel Arístides Cáceres y el 18 de febrero de 1916 Manuel Mariano Cáceres compra al contado las dos acciones de Martina Zoraida Cáceres. El 23 de septiembre de 1939 por resolución de
Primera Instancia del cercado son declarados como únicos herederos de este inmueble los hijos de Don Manuel Mariano Cáceres.

## Descripción
Consta de dos niveles y dos patios. El ingreso principal, hacia la calle Arones, está definido por pilastras de piedra de doble jamba de mampostería almohadillada y dintel de madera sobre el que descansa un arco adintelado lítico con cornisa y molduras simples. Esta portada enmarca el portón de dos hojas hechas en madera de cedro compuesta por tapajuntas en ambas caras y adornadas con bulas de estaño con motivos florales. Conjuntamente con el portón encontramos tres vanos de carpintería más sencilla flanqueados por pilastras de piedra y dintel de madera. En el segundo nivel se
distribuyen equitativamente cuatro balcones de cajón siendo dos de ellos neoclásicos. La fachada de la calle Nueva Alta presenta en el primer nivel cuatro vanos con carpintería de madera y rejas de fierro forjado de sección circular. En el segundo nivel se disponen tres balcones con antepecho de un cuerpo con pasamanos de madera y balaustra de fierro liso con bulbos de plomo.
El zaguán presenta un arco de medio punto en adobe que descansa sobre dos pilastras de piedra adosadas al muro. El piso es de lajas de piedra y canto rodado. El patio principal está configurado por cuatro crujías; la del lado noroeste con galería doble. De la crujía suroeste quedan solo los muros del primer y segundo nivel de la fachada que dan hacia el patio principal, en el segundo nivel se desarrolla un corredor en volado sostenido sobre ménsulas de madera de doble anda y con molduras laterales. El corredor está formado por tres pies derechos de madera de fuste liso, forma rectangular y zapatas simples, unidos por un antepecho de un solo cuerpo con pasamanos de madera y balaustradas de fierro liso adornado con bulbos de plomo. La crujía sureste (a punto de colapsar) presenta galería doble con arcos de medio punto en piedra con antepecho de piedra pulida. Las cinco primeras arcadas se encuentran cerradas con mamparas de madera y vidrio y la sexta ha sido tapiada con un muro de adobe.
Al lado de esta galería, se ubica un balcón de antepecho, con balaustradas planas de madera, con calas interiores y molduras laterales, este balcón va cerrado por medio de carpintería de madera de dos hojas con tallas de temas florales en sus tableros. La crujía noreste desarrolla en el segundo nivel, un corredor de madera con balaustrada de fierro y pies derechos con zapatas de molduras simples del que se accede a amplios salones con muros empapelados importados.
El segundo patio presenta mayores dimensiones que el primer patio, delimitado por los lotes laterales y dos de las crujías que son las que están en mayor grado de deterioro en las que resalta (al lado noreste) un balcón de madera del siglo XVIII con antepecho en dos cuerpos y balaustrada de madera torneada de estilo barroco.